# Dunkler Kokosflocken-Milchling
Der Dunkle Kokosflocken-Milchling oder Dunkle Duft-Milchling (Lactarius mammosus, Syn.: Lactarius fuscus) ist eine Pilzart aus der Familie der Täublingsverwandten (Russulaceae). Es ist ein mittelgroßer Milchling mit einem trockenen, graubraunen Hut, der sehr charakteristisch nach Kokosflocken riecht. Er wächst auf trockenen, sandigen Böden unter Nadelbäumen oder Birken. Die Fruchtkörper erscheinen von Ende Juli bis Mitte Oktober. Der Milchling ist kein Speisepilz.

## Merkmale

### Makroskopische Merkmale
Der Hut ist 3–6 (–12) cm breit, anfangs flach gewölbt, doch schon bald ausgebreitet bis leicht niedergedrückt. In der Mitte hat er meist einen kleinen, spitzen Buckel, der im Alter oft verschwindet. Die Huthaut ist glatt bis fein samtig und reißt zum Rand hin häufig fein faserig-schuppig auf. Feucht ist die Huthaut schmierig-klebrig. Der Hut ist graubraun bis olivbraun, bisweilen auch graurötlich oder violett getönt und hat oft eine dunklere Mitte. Bisweilen ist der Hut auch etwas gezont. Der Hutrand ist anfangs eingerollt und später nicht selten wellig verbogen und riefig gekerbt.
Die selten gegabelten und häufiger untermischten Lamellen sind am Stiel angewachsen oder laufen leicht daran herab. Sie stehen ziemlich gedrängt und sind jung weißlich bis blassgelb gefärbt und werden dann cremeocker und später dunkelocker bis trüb cremeorange. Die Lamellenschneiden sind glatt und das Sporenpulver cremegelb bis ockerfarben.
Der zylindrische und anfangs volle und feste Stiel ist 2–5 (–7) cm lang und 0,5–1,5 cm breit. Die Stielbasis ist bisweilen etwas verdickt. Die anfangs flaumig bereifte Oberfläche ist bald kahl. Sie ist glatt bis fein aderig und jung weißlich bis hellocker und später bis rosa- oder ockerbraun.
Das dünne, mürbe Fleisch ist weißlich bis hautfarben und riecht jung schwach und später deutlich nach Kokosflocken. Es schmeckt schärflich bis scharf und meist bitterlich. Die wässrig-weiße, unveränderliche Milch fließt anfangs reichlich. Sie schmeckt erst mild, doch schon bald scharf und bitterlich.

### Mikroskopische Merkmale
Die fast rundlichen bis elliptischen Sporen sind durchschnittlich 7,0–7,6 µm lang und 5,2–5,8 µm breit. Der Q-Wert (Quotient aus Sporenlänge und -breite) ist 1,1–1,4. Das Sporenornament besteht aus 0,5–1 µm hohen, gratig verlängerten Warzen, die größtenteils gratig verbunden und oft zebrastreifenartig angeordnet sind. Sie bilden dabei ein Netz mit zahlreichen geschlossenen Maschen. Der Hilarfleck ist inamyloid oder im äußeren Teil unregelmäßig amyloid.
Die größtenteils viersporigen, zylindrisch bis bauchigen Basidien messen 35–45 × 7–11 µm. Die Pleuromakrozystiden sind ziemlich zahlreich und messen 45–75 × 6,5–9,5 µm. Sie sind zylindrisch bis spindelig oder leicht keulig und an ihrem oberen Ende stumpf. Die Lamellenschneiden sind meist steril und mit zahlreichen spindeligen bis pfriemförmigen 20–50 µm langen und 5,5–9,5 µm breiten Cheilomakrozystiden besetzt. Die Spitze ist meist stumpf.
Die Huthaut (Pileipellis) ist eine nur schwach differenzierte Cutis mit eingestreuten trichodermartigen Elementen. Sie besteht größtenteils aus parallel liegenden, 3–12 µm breiten Hyphen. Einzelne Hyphenenden können aufwärts gebogen sein, andere stehen teilweise büschelförmig hervor. Die Hyphenwände sind nur schwach gelatinisiert.

## Artabgrenzung
Der Blasse Kokosflocken-Milchling (Lactarius glyciosmus) ist sehr ähnlich und riecht ebenfalls nach Kokosflocken. Er ist ein strikter Birkenbegleiter, der auf feuchteren, nährstoffarmen und eher sauren Böden wächst. Seine Fruchtkörper sind deutlich heller und meist auch schmächtiger. Er hat niemals einen gerieft-gekerbten Hutrand, außerdem sind seine Sporen etwas rundlicher und das Sporenornament ist stärker zebrastreifenartig angeordnet und weniger netzartig verbunden.

## Ökologie
Der Dunkle Kokosflockenmilchling ist ein Mykorrhizapilz, der meist mit Fichten und seltener mit Kiefern eine symbiotische Beziehung eingeht. Auch Birken sollen als Wirte dienen können.
Man findet den Milchling in Fichten-Tannen- und Fichtenwäldern und in Fichtenforsten auf mäßig trockenen bis frischen, basen- und nährstoffarmen, oft verlehmt sandigen und sauerhumosen Böden. Zusammen mit Fichten kann man sie gelegentlich auch in entsprechenden Hainsimsen-Buchenwäldern und an Hochmoorrändern finden. Die Fruchtkörper erscheinen Ende Juli bis Mitte Oktober, meist im Hügel- und Bergland. Sie wachsen in der Regel auf nackten Böden, sie können aber auch auf von Moosen, Bodenflechten und Nadelauflagen überdeckten Böden wachsen.

## Verbreitung

Verbreitung des Dunklen Kokosflocken-Milchling in Europa. Grün eingefärbt sind Länder, in denen der Milchling nachgewiesen wurde. Grau dargestellt sind Länder ohne Quellen oder Länder außerhalb Europas.

Der Dunkle Kokosflocken-Milchling ist wohl eine rein europäische Art. Sie ist in Südeuropa selten, wurde aber in Norditalien und vereinzelt in Spanien nachgewiesen. In West- und Mitteleuropa ist der Milchling zerstreut bis selten, doch in Nordeuropa ist er in ganz Fennoskandinavien und nordwärts bis Lappland verbreitet und häufig.
In Deutschland ist der Milchling nördlich des 51. Breitengrades selten bis sehr zerstreut und südlich davon in bodensaueren Berglagen regional verbreitet. Die Bestände konzentrieren sich im Wesentlichen auf das Bergland. In Kalk- und Mergelgebieten fehlt er, ebenso in allen Tief- und Hügellagen. In Nordrhein-Westfalen und in Schleswig-Holstein ist der Milchling gefährdet (RL3) und in Hessen und dem Saarland stark gefährdet (RL2).

## Systematik
Der Dunkle Kokosflocken-Milchling wurde 1836 durch den schwedischen Mykologen Elias Magnus Fries als Agaricus mammosus beschrieben. Dieser Name ist aus taxonomischer Sicht unkorrekt, weil Carl von Linné 1753 unter dem gleichen Namen schon ein anderes Taxon (Entoloma mammosum (L.) Hesler) beschrieben hatte. 1838 stellte Fries die Art in die Gattung Lactarius, sodass der Milchling seinen heute gültigen Namen erhielt. Lactifluus mammosus ist ein nomenklatorisches Synonym, da O. Kuntze den Milchling 1891 in seine neu definierte Gattung Lactifluus stellte. Darüber hinaus existieren weitere taxonomische Synonyme. Die wichtigsten sind das von S. Lundell 1939 beschriebene Taxon Lactarius confusus, das durch Rolland 1899 beschriebene Taxon Lactarius fuscus und das 1908 durch  Peck beschriebene Taxon Lactarius hibbardae.
Das lateinische Artattribut (Epitheton) mammosus bedeutet zitzenförmig und bezieht sich wohl auf den oft zitzenartig gebuckelten Hut.

### Infragenerische Systematik
Bei M. Bon und M. Basso steht der Dunkle Kokosflocken-Milchling in der Sektion Colorati. Die Vertreter der Sektion haben nicht schmierige bis mehr oder weniger filzige Hüte und eine oft spärliche und/oder wässrige Milch. Bei Heilmann-Clausen et al. steht der Milchling in der Untersektion Coloratini, die zusammen mit dem Schwestertaxon Rufini in der Sektion Colorati steht.

## Bedeutung
Der Dunkle Kokosflocken-Milchling ist kein Speisepilz.